# Janowice (powiat limanowski)
Janowice – wieś w Polsce, położona w województwie małopolskim, w powiecie limanowskim, w gminie Jodłownik.
| SIMC    | Nazwa       | Rodzaj     |
| ------- | ----------- | ---------- |
| 0430166 | Borek       | część wsi  |
| 0430172 | Dobroniów   | część wsi  |
| 0430195 | Godusza     | osada      |
| 0430189 | Gruszów     | przysiółek |
| 0430203 | Raciborzany | przysiółek |

W latach 1975–1998 wieś należała administracyjnie do województwa nowosądeckiego.
Wieś duchowna, własność opactwa cystersów szczyrzyckich położona była w drugiej połowie XVI wieku w powiecie szczyrzyckim województwa krakowskiego.